# أندرو د. هولت
أندرو د. هولت (بالإنجليزية: Andrew D. Holt) هو مدرس أمريكي، ولد في 4 ديسمبر 1904، وتوفي في 7 أغسطس 1987.